# Alexandre Yokochi
Alexandre Felske Tadayuke Yokochi (Lisboa, Portugal, 13 de febrero de 1965) es un nadador portugués retirado especializado en pruebas de estilo braza. Ganó la medalla de plata en los 200 metros braza durante el Campeonato Europeo de Natación de 1985.
Representó a Portugal en los Juegos Olímpicos de: Los Ángeles 1984, Seúl 1988 y Barcelona 1992.

## Palmarés internacional
| Campeonato Europeo de Natación | Campeonato Europeo de Natación | Campeonato Europeo de Natación | Campeonato Europeo de Natación |
| Año                            | Lugar                          | Medalla                        | Prueba                         |
| ------------------------------ | ------------------------------ | ------------------------------ | ------------------------------ |
| 1985                           | Sofia ( Bulgaria)              | Medalla de bronce              | 200 m braza                    |